# Лозенраде
Лозенраде (нем. Losenrade) — община в Германии, в земле Саксония-Анхальт. 
Входит в состав района Штендаль. Подчиняется управлению Зеехаузен (Альтмарк).  Население составляет 170 человек (на 2015 год). Занимает площадь 6,88 км².